# Оскар Пареха
Оскар Пареха (ісп. Óscar Pareja, нар. 10 серпня 1968, Медельїн) — колумбійський футболіст, що грав на позиції півзахисника. По завершенні ігрової кар'єри — тренер. З 2019 року очолює тренерський штаб команди «Орландо Сіті». Виступав за низку колумбійських та закордонних клубів, зокрема, за «Індепендьєнте Медельїн», «Депортіво Калі» та «Даллас», а також за національну збірну Колумбії. Як гравець — чемпіон Колумбії. Як тренер — двічі переможець Відкритого кубка США та переможець Supporters' Shield.

## Клубна кар'єра
Оскар Пареха народився в місті Медельїн. У дорослому футболі дебютував 1987 року виступами за команду «Індепендьєнте Медельїн», в якій грав до 1995 року, взявши участь у 263 матчах чемпіонату. У 1995 році став гравцем команди «Депортіво Калі», у складі якої в 1996 році став чемпіоном Колумбії. У 1998 році Пареха перейшов до клубу МЛС «Нью-Інгленд Революшн», проте ще в цьому році перейшов до іншого клубу ліги «Даллас», за яку грав до 2005 року, після чого завершив виступи на футбольних полях.

## Виступи за збірні
У 1987 році Оскар Пареха залучався до складу молодіжної збірної Колумбії.
У 1991 році Пареха дебютував у складі національної збірної Колумбії. У складі збірної був учасником розіграшу Кубка Америки 1991 року у Чилі, на якому колумбійська збірна зайняла 4-те місце. Загалом протягом кар'єри в національній команді, в якій грав до 1996 року, провів у її формі 8 матчів, забивши один гол.

## Кар'єра тренера
Оскар Пареха розпочав тренерську кар'єру відразу ж по завершенні кар'єри гравця у 2005 році, увійшовши до тренерського штабу свого останнього клубу «Даллас», на цій посаді пропрацював з 2005 по 2011 року. У 2012 році колумбійський тренер очолив іншу команду МЛС «Колорадо Репідс», в якій працював до кінця 2013 року. У 2014 році Пареха очолив клуб «Даллас», з яким у 2016 році став переможцем Відкритого кубка США і переможцем Supporters' Shield, а також у 2016 був визнаний кращим тренером МЛС. У 2018 році колумбійський тренер покинув пост головного тренера «Далласа».
У 2018 році Оскар Пареха очолив мексиканський клуб «Тіхуана». З 2019 року Пареха очолює клуб МЛС «Орландо Сіті», з яким у 2022 році вдруге став переможцем Відкритого кубка США.

## Титули і досягнення

### Як гравця
- Чемпіон Колумбії (1):

«Депортіво Калі»: 1995—1996

### Як тренера
- Переможець Відкритого кубка США (2):

«Даллас»: 2016
«Орландо Сіті»: 2022
- Переможець Supporters' Shield (1): 2016

### Особисті
Кращий тренер МЛС: 2016